# Marcin Wika
Marcin Wika (ur. 9 listopada 1983 w Pucku) – polski siatkarz, reprezentant Polski. Po raz pierwszy do kadry został powołany w styczniu 2008, na turniej kwalifikacyjny do Igrzysk Olimpijskich w Pekinie. Jest absolwentem Techniku Budowlanego w Wodzisławiu Śląskim.
Mąż siatkarki Anny Białobrzeskiej, mają córkę Aleksandrę i syna Oskara (ur. 2012). W 2025 roku jego córka Aleksandra wraz z reprezentacją Polski wygrały Mistrzostwa Europy do lat 16 oraz otrzymała nagrodę MVP turnieju.

## Sukcesy klubowe
Mistrzostwo Polski:
- 2004
- 2006, 2008, 2009
- 2010

Puchar Polski:
- 2008

Mistrzostwo Szwajcarii:
- 2015

## Sukcesy reprezentacyjne
Memoriał Huberta Jerzego Wagnera:
- 2008

## Nagrody indywidualne
- 2008: Najlepszy serwujący Memoriału Zdzisława Ambroziaka
- 2008: MVP i najlepszy serwujący turnieju finałowego Pucharu Polski
- 2008: Najlepszy przyjmujący Memoriału Huberta Jerzego Wagnera

## Statystyki Zawodnika
| Turniej                                   | Punkty z ataku | Punkty z bloku | Asy serwisowe | Suma |
| Kwalifikacje do Igrzysk Olimpijskich 2008 | 7              |                |               | 7    |
| Liga Światowa 2008                        | 82             | 8              | 9             | 99   |
| Igrzyska Olimpijskie 2008                 | 15             | 3              | 4             | 22   |